# Aldo Garay
Aldo Garay (Montevideo, 5 de octubre de 1969) es un director de cine uruguayo. 

## Biografía
Ha dirigido cinco largometrajes documentales y la ficción La Espera, estrenada en el Festival de Cine de San Sebastián. Sus obras han recibido más de 30 premios internacionales, destacándose el Teddy Award en el Festival de Cine de Berlín, el de Mejor Director en el Festival de Cine de Viña del Mar y el Premio Félix en el Festival de Cine de Río de Janeiro. Se han dedicado focos y retrospectivas a su obra en el BAFICI de Buenos Aires en 2006, en el Festival de Cine Latinoamericano de Rosario (Argentina) 2011, en la Cineteca Nacional de México en 2016 y en el Festival Internacional de Documentales de Santiago FIDOCS (Chile) 2016. Ha dirigido decenas de programas unitarios y ciclos de reportajes para televisión. Por su trabajo televisivo obtuvo el reconocimiento como mejor director de la televisión uruguaya en 2001 y 2002. Ha sido jurado en los festivales de La Habana, Lima y FIDOCS en Santiago; y tutor de los talleres de guion de DOCTV Latinoamérica en sus versiones 2011 y 2013.

## Filmografía
- 2015: El hombre nuevo. Documental 79 minutos. Estrenada en el Festival Internacional de Cine de Berlín en la sección Panorama y seleccionada en más de 40 festivales internacionales. Premio Teddy al mejor documental, Festival Internacional de Cine de Berlín 2015. Premio al Mejor Largometraje, Festival Internacional de Cine LGBTIQ Asterisco 2015, Premio Mejor Director, Festival Internacional de Cine de Viña del Mar 2015, Premio Félix al Mejor Documental, Festival Internacional de Cine de Río de Janeiro 2015, Mención Especial del Jurado en el Festival MIX de Copenhague, 2015.

- 2011: El casamiento. Documental 71 minutos. Seleccionada en más de 26 festivales internacionales, entre los que se destaca los Festivales de Guadalajara, Gramado y Docs DF.[1] Mejor Película Festival de Cine Latinoamericano de Trieste, Italia 2011; Mejor Documental Festival de Cine de Bogotá, Colombia 2011; Biznaga de Plata Premio Especial del Jurado Festival de Cine Español de Málaga, España 2011; Mención Especial en Categoría Documental, Festival Latinoamericano de La Habana, Cuba 2011; Mención Especial Competencia de Derechos Humanos Bafici Buenos Aires, Argentina 2011; Mención Especial del Jurado Festival de Cine de Lima, Perú, 2011; Mención Especial —Realidad Latina— Festival de Cine Latinoamericano de Bélgica; 2011; Mejor Documental Nacional / Asociación de críticos de cine del Uruguay 2012. Premio Iris al Mejor Documental Nacional/ Uruguay.

- 2010: La Gloria de Hércules. Documental de 20 minutos, sobre la vida de Gloria Meneses.[2]
- 2008: El círculo. Codirector. Documental 90 minutos. Esta película documental ha participado en 20 festivales internacionales, obteniendo los siguientes reconocimientos: Biznaga de Plata Festival de Cine Español de Málaga, España 2009; Mejor Película, Festival Latinoamericano de Trieste, Italia 2008; Mejor Película, Director, Guion, Música y Fotografía Tatú de Oro Festival de Bahía, Brasil 2008; Premio Telesur, Festival  Internacional del Nuevo Cine Latinoamericano de La Habana, Cuba 2008; Mejor Película Festival de Cine Documental Santiago Álvarez, Santiago de Cuba 2009; Premio del Público Festival Latinoamericano de Sídney, Australia 2009.

- 2006: Cerca de las nubes. Documental 74 minutos. Seleccionado en competencia en el Festival Latinoamericano de Toulouse, Francia. Muestra de Cine y Derechos Humanos de San Pablo, Brasil. Primera Muestra Documental de la Ciudad de México. Festival Internacional de Cine Documental de Asunción, Paraguay. Festival Internacional de Cine de La Paz, Bolivia. Mejor Documental Uruguayo 2006 (premio de los críticos uruguayos). Por este trabajo fue distinguido como mejor director del cine uruguayo 2006 (premio de los críticos).

- 2002: La Espera. Ficción 65 minutos. La Espera participó en más de 25 festivales internacionales, comenzando su recorrido en la competencia oficial de Zabaltegi en el Festival Internacional de Cine de San Sebastián en 2002. A lo largo de su recorrido obtuvo 11 premios internacionales. Ha sido premiada en los festivales de: Nantes, Miami, Rosario, Los Ángeles, Bogotá, Trieste, Quito y en el Festival de Cine Latinoamericano de Montreal, Canadá.

- 1998: Mi Gringa, retrato inconcluso. Documental 70 minutos, Work-in-progress. Ha sido exhibida solo dos veces públicamente, en la Muestra de Cine Radical (Montevideo 2001), y en el BAFICI, Festival de Cine Independiente de Buenos Aires en el marco del Foco que el festival realizó a su director (2006).

- 1997: Bichuchi, la vida de Alfredo Evangelista. Documental, 37 minutos.

- 1995: Yo, la más tremendo. Documental, 30 minutos. Mejor película, Espacio Uruguay, Festival de Cine de Uruguay, Montevideo 1995. Mejor Película, Festival Latinoamericano de Vídeo de Rosario, Argentina, 1995.